# Lissochlora
Lissochlora là một chi bướm đêm thuộc họ Geometridae.